# Tafelberg (Gooi)
De Tafelberg of Kooltjesberg is een opgeworpen heuvel in het Gooi in de Nederlandse provincie Noord-Holland. De naam Kooltjesberg zou verwijzen naar de kolen die gebruikt werden voor het vuur dat brandde als baken aan de Zuiderzee. Over de heuvel loopt de grens van de gemeentes Huizen en Blaricum aan de oostelijke rand van de Tafelbergheide. De heuvel heeft een hoogte van 39,2 meter boven NAP en is daarmee het hoogste punt van het Gooi. De heuvel heeft een prominentie van circa 8 meter. In de achttiende eeuw werd de heuvel al bezocht vanwege het verre uitzicht op onder meer de Domtoren, de Grote Kerk van Naarden en Pampus. Op de top van de heuvel bevindt zich een uitkijkpunt met oriëntatieplateau.
Andere heuvels in het gebied zijn de Woensberg, Trapjesberg, Sijsjesberg, Eukenberg, Aalberg en de Leeuwen- of Venusberg.

## Geschiedenis
Het fenomeen tafelbergen wordt voor het eerst vermeld in de 10e eeuw. Heuvels werden opgeworpen om religieuze redenen met de vorm van een afgeplatte kegel, waarop religieuze feesten gehouden werden. Een bekend voorbeeld daarvan is Silbury Hill. In Nederland worden ze sinds de 19e eeuw als offerberg beschouwd. Of alle heuvels in het Gooi een dergelijke oorsprong hebben is onduidelijk, maar een aantal van de heuvels stamt minstens uit de middeleeuwen, omdat ze genoemd worden op de 10e-eeuwse goederenlijst van het klooster Werden.

### 17 en 18e eeuw

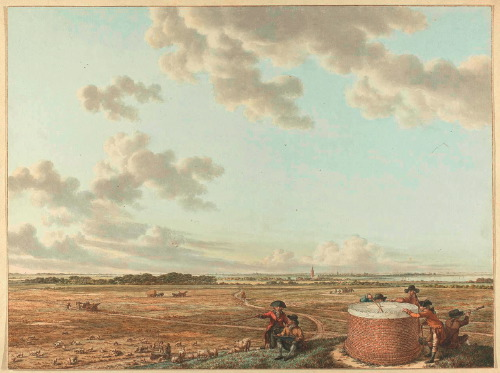
links Craayloos' Bosch en rechts de 'tafel'

Op de heuvel heeft al in de 17e eeuw een stenen 'oriëntatietafel' gestaan. Op deze oriëntatietafel met daarop een rond 'scheepskompas' waarbij de Naamen van de plaatsen staan uytgehouwen dewelke bij helder weer ten Oosten, Westen, Zuyden en Noorden gesien konnen worden; of ten minsten de aanwysinghe, welken weg uyt deselve vandaar leggen.
De achttiende-eeuwse historicus Isaac Le Long beschreef het uitzicht vanaf de berg als Tusschen Naarden en Blarikum, omtrent een quart-uur verre van 't laatstgenoemde dorp, op de Heyde legt een verheven Bergje. En boven op het selve staat een langwerpige steene Tafel, ter groote omtrent van een Begrafenissark, zijnde omtrent 6 voeten lang, en half soo breedt, hier en daar wat gebrooken, en wederom met eysers aan malkander vast gemaakt. De heuvel bood een panorama over de omliggende heide die toen nog niet begroeid was met bomen. Le Long beschrijft ook een houten dak op palen boven op de berg. Het bouwwerk raakte evenwel door de wind vernield. Halverwege de achttiende eeuw werd het uitzichtpunt De Tafelberg druk bezocht. Extra druk was het in tijden dat de boekweit of de heide bloeide. De heuvel werd rond 1795 in vier aquarellen vastgelegd door de tekenaar Jacob Cats.

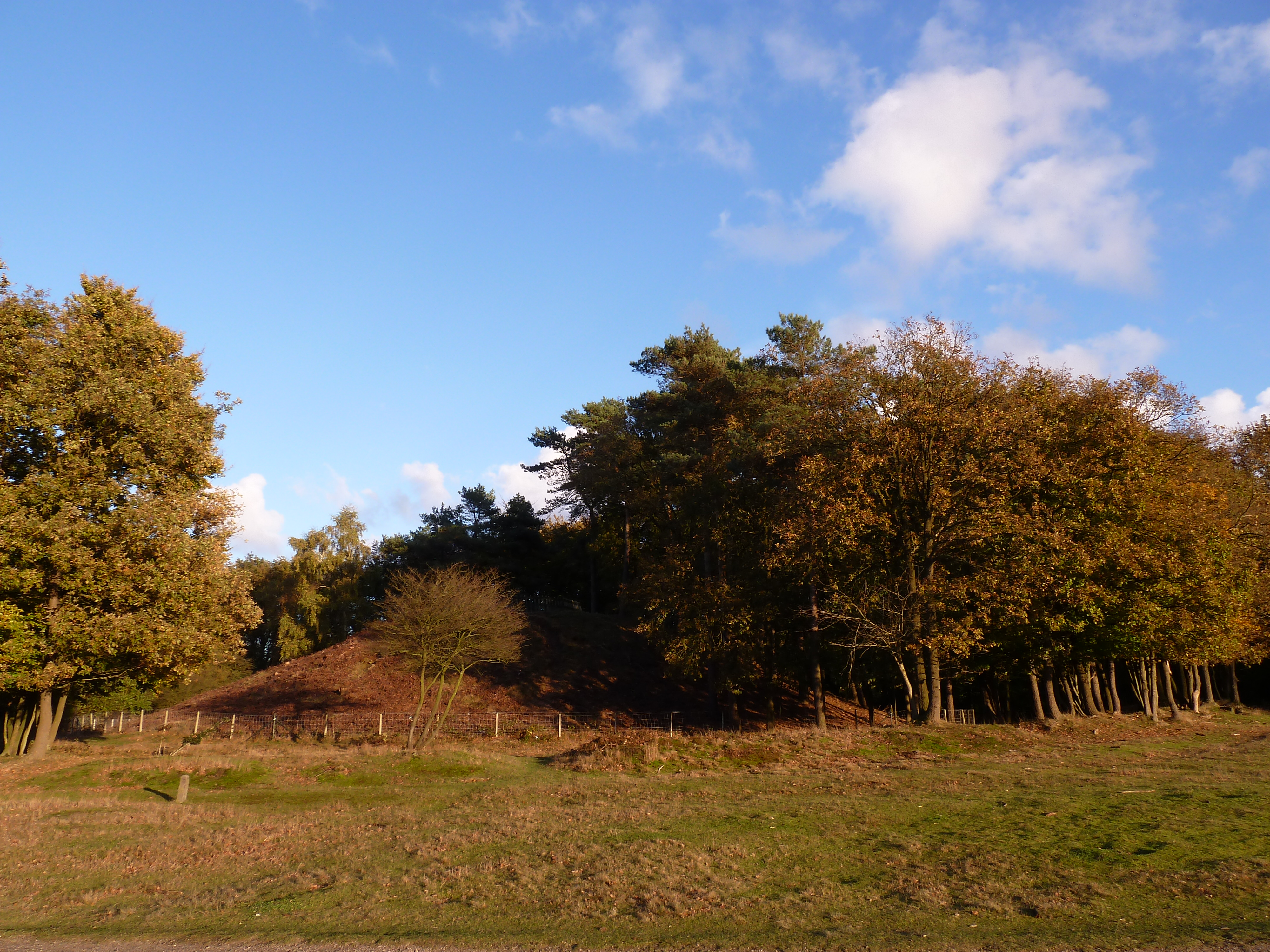
De Tafelberg vanaf de heide in 2012

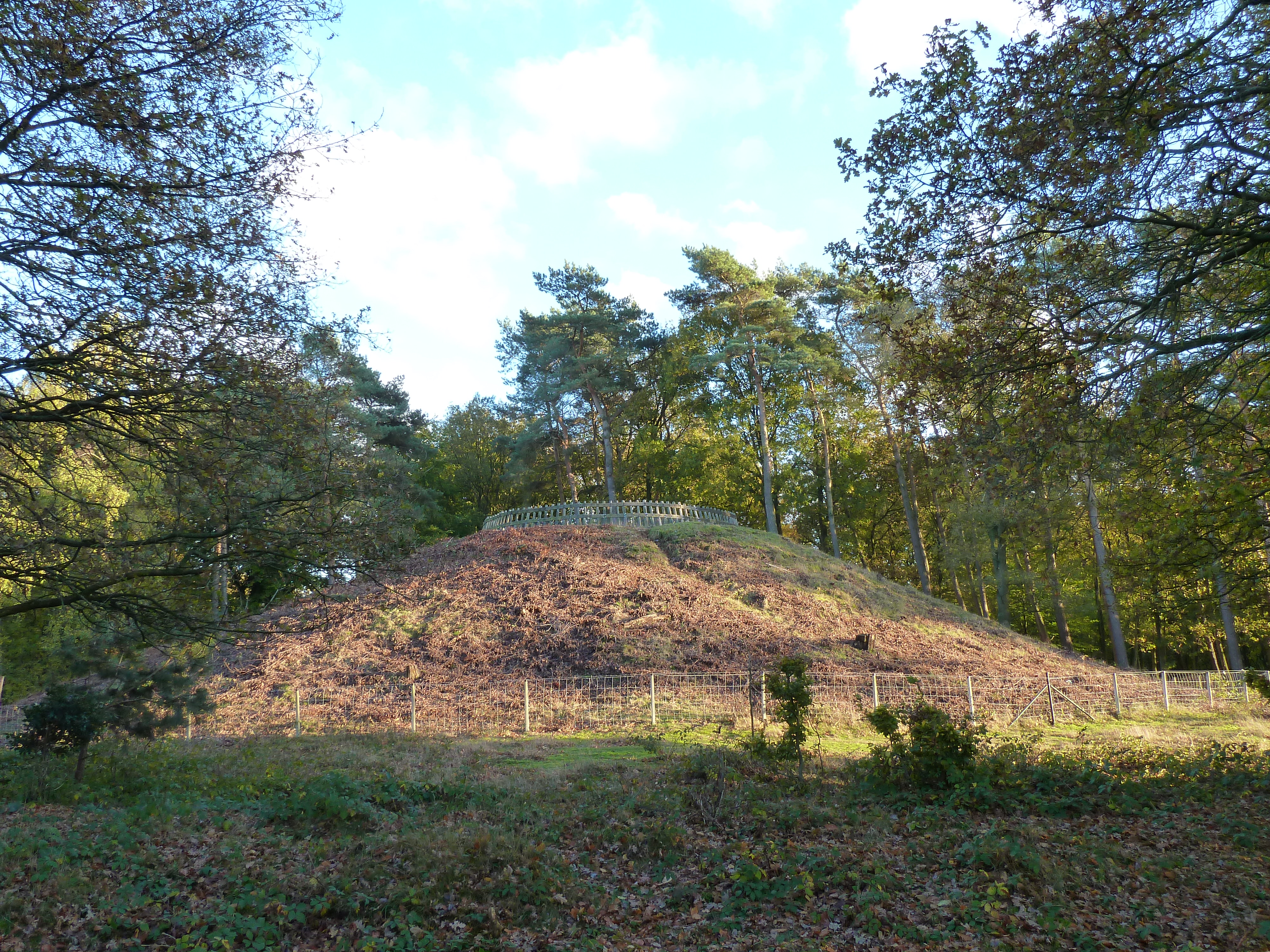
De Tafelberg in 2012

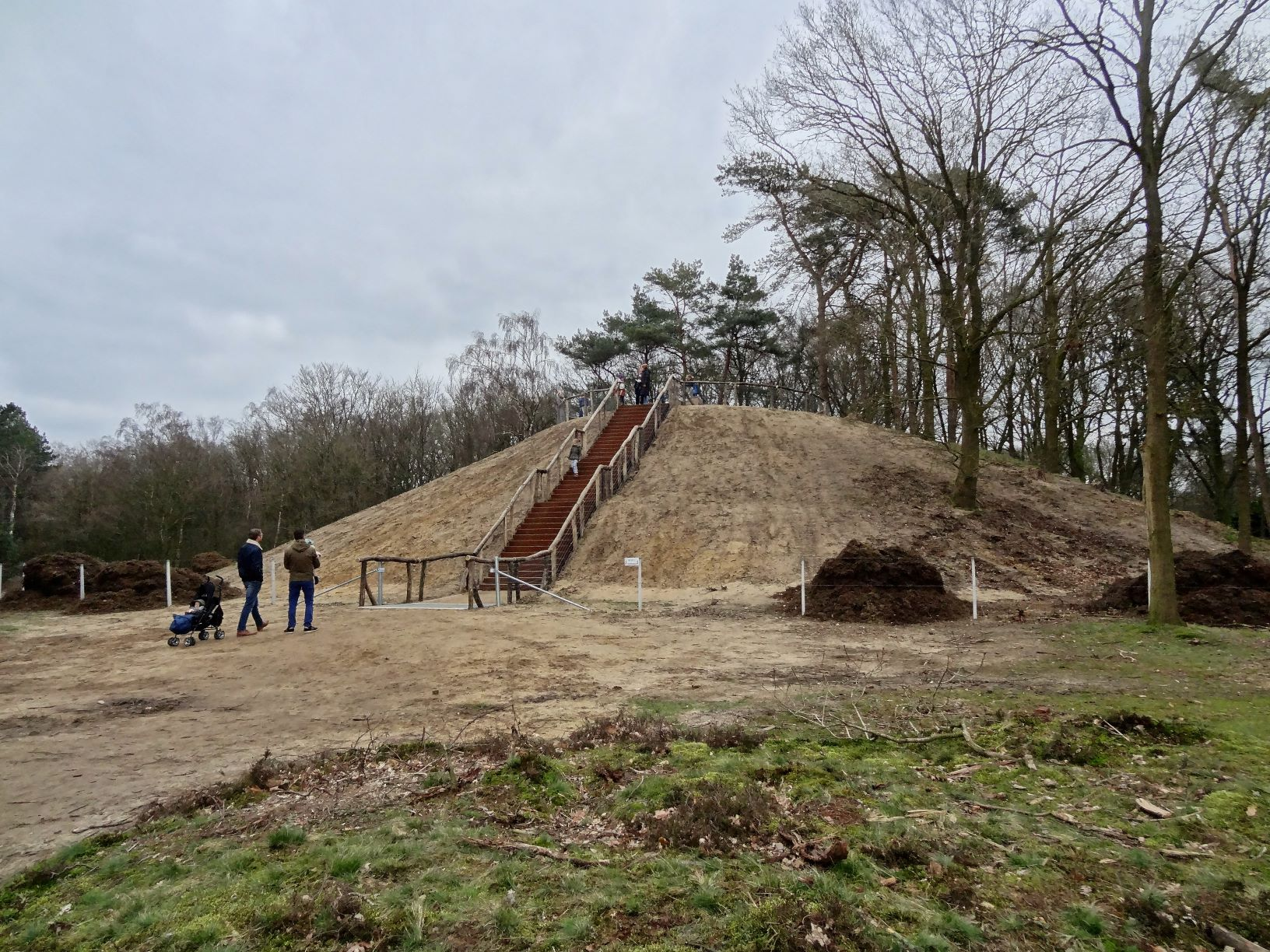
De Tafelberg in maart 2020

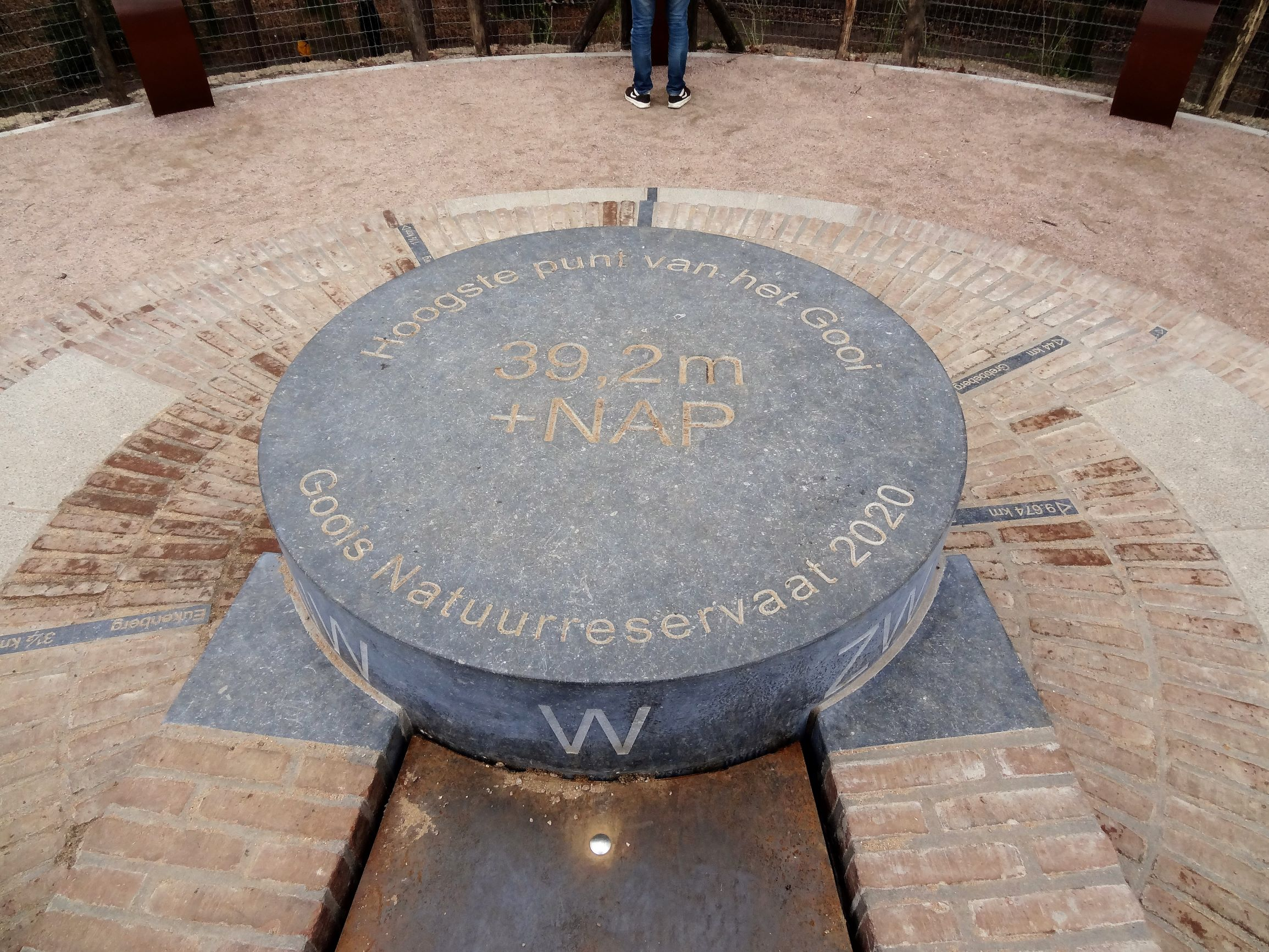
2020 hoogste punt het Gooi

### 20e eeuw
Rond 1900 stond er voor de vele dagjesmensen een kiosk bij de heuvel, die destijds een hoogte had van ongeveer 20 meter. In 1921 werd de heuvel voor een groot deel afgegraven bij de aanleg van een drinkwaterreservoir door waterleidingmaatschappij PWN. Dit betonnen reservoir met een inhoud van 600 m³ drinkwater werd met zand bedekt. De heuvel raakte in de jaren daarna steeds meer begroeid met dennenbomen, die het uitzicht beperkten. De gemeente Blaricum liet vervolgens op het waterreservoir een ruim vijf meter hoge stellage bouwen. Deze 'belvédère' was een ontwerp van architect Wouter Hamdorff uit Laren. Vanaf een hoogte van 28 meter konden bezoekers weer van een weids uitzicht genieten. De toren werd goed bereikbaar door de aanleg van een fietspad van Laren naar Huizen. De toren raakte echter in verval, en in 1947 werd de uitkijktoren op last van de gemeente Blaricum gesloten. In de tachtiger jaren van de twintigste eeuw werden de betonnen fundamenten verwijderd door het Goois Natuurreservaat. Tevens werden de zandhellingen aangevuld, kwam er een nieuwe trap, een palissade, zitbanken en een oriëntatietafel. De berg raakte daarna echter overwoekerd en raakte in verval door erosie.

### 21e eeuw
In 2019 werden door Goois Natuurreservaat plannen voor een opknapbeurt bekendgemaakt. In september 2019 werd begonnen met de bouw van een gemetseld ornament met zitplaatsen, in februari 2020 was het werk gereed. De woekerende struiken - voornamelijk Japanse duizendknoop - zijn weggehaald. Om de heide meer bij de berg te betrekken is aan de westzijde van de Tafelberg een cortenstalen trap gemaakt. Bovenop is een oriëntatieplateau met zitelementen en informatieborden gemaakt. Om de vier zichtassen vanaf de Tafelberg te herstellen werden door het GNR een aantal bomen gekapt. De heuvel zal enkele malen per jaar worden begraasd door schapen.